# Wydawy (powiat gostyński)
Wydawy – wieś w Polsce położona w województwie wielkopolskim, w powiecie gostyńskim, w gminie Poniec.
W okresie Wielkiego Księstwa Poznańskiego (1815-1848) miejscowość wzmiankowana jako Widawy należała do wsi mniejszych w ówczesnym pruskim powiecie Kröben (krobskim) w rejencji poznańskiej. Widawy należały do okręgu bojanowskiego tego powiatu i stanowiły odrębny majątek, którego właścicielką była wówczas Mycielska. Według spisu urzędowego z 1837 roku wieś liczyła 88 mieszkańców, którzy zamieszkiwali 8 dymów (domostw).
W latach 1975–1998 miejscowość należała administracyjnie do województwa leszczyńskiego.